# 善野秀
善野 秀（ぜんの しゅう）は、幕末から明治時代にかけての武士、儒学者、政治家。本姓は高山、旧名は司（つかさ）、通称は勝右衛門、号は霞城。足利藩士、足利藩権大参事。

## 生涯
館林藩士の子として生まれる。天保14年（1843年）に江戸に遊学し、長戸得斎や林大学頭に師事。31歳のとき足利藩士・善野勝右衛門家の養子に迎えられ、勝右衛門を襲名。文久元年（1861年）、37歳で栃木町の栃木陣屋奉行となった。
元治元年（1864年）、栃木町は天狗党の乱において田中愿蔵の放火に遭い、大部分を焼失。慶応3年（1867年）11月には出流山事件が起こり、善野は陣屋の戦闘員を指揮して対策にあたった。
明治維新後、善野秀と改名し、足利藩権大参事を務める。晩年、足利学校の遺跡の管理者となり、藩校「求道館」でも教鞭をとった。
引退後は栃木町に移り、72歳（満71歳）で死去した。